# Clapham South
Clapham South - stacja metra londyńskiego położona w gminie Wandsworth. Została otwarta w 1926
. Projektantem stacji był Charles Holden. Była jedną z ośmiu stacji metra, pod których peronami w czasie II wojny światowej wydrążono dodatkowo schrony głębinowe, mające służyć mieszkańcom podczas niemieckich nalotów. Obecnie zatrzymują się na niej pociągi Northern Line. Rocznie korzysta z niej ok. 7,4 mln pasażerów. Leży na granicy drugiej i trzeciej strefy biletowej.